# 浦茂
浦 茂（うら しげる、1909年〈明治42年〉2月11日 - 2001年〈平成13年〉11月18日）は、日本の陸軍軍人、航空自衛官、実業家である。航空自衛隊では第5代航空幕僚長を務めた。最終階級は陸軍中佐（大日本帝国陸軍）、航空幕僚長たる空将（航空自衛隊）。

## 経歴
石川県石川郡三馬村（現・金沢市内）出身。1927年（昭和2年）金沢第一中学校卒、1928年（昭和3年）陸軍士官学校に入学。
1932年（昭和7年）に陸軍士官学校第44期を全兵科315名中を28番（歩兵科では13番）の成績で卒業する。同年10月25日、歩兵少尉に任官し歩兵第7連隊第10中隊附（第10中隊長は竹内章雄大尉・27期）となり、のち第51代の聯隊旗手を務めている（歩兵第7聯隊編纂『聯隊歴史』）。
1935年（昭和10年）第九師団の満州移駐により同連隊独立中隊長（歩兵中尉）として抗日ゲリラと戦う（担当区域は東辺道輝南県、隣県の蒙江県担当は士官学校同期で次席卒業の瀬島龍三歩兵中尉であった）。
同年12月には豊橋陸軍教導学校付となる。この時期、同校附の井上辰雄歩兵中尉（43期）の手記に浦中尉の記述が出てくる。「2月25日。新任の浦茂中尉と計画した演習を高師原で行う。午後計画に基き、小夜食として大福餅、烏賊を指定店より夜間演習用として購入、指定の箇所に持参せしむ。浦中尉は一切知らず、学生も未だ知らず……これらは東京都随分差があった。最後の演習として心なし総て最後の様だ。午後3時半頃、小使来り「対馬中尉より至急帰れ」との連絡。とあり、浦は全く周囲の不穏な動きには気づいていなかった様子である。これは、二・二六事件の前日の記述である。（松本清張著「昭和史発掘６」p.465）
1937年（昭和12年）11月、浦は兵科を転科し、航空兵大尉に進級、以後航空畑を歩む。
1939年（昭和14年）陸軍大学校（52期）を優等で卒業し恩賜の軍刀を受ける。
1941年（昭和16年）10月、少佐に進級する（1940年（昭和15年）に兵科は撤廃された）。
1942年（昭和17年）2月、大本営陸軍参謀兼航空本部部員兼陸軍大学校教官。以降参謀本部で陸軍の軍需資材の調達・海軍との折衝を担当。
1945年（昭和20年）3月に中佐に進級、大本営陸海軍参謀、陸軍省軍務局課員兼任。終戦時の宮城事件では反乱部隊の兵力運用計画の作成に関与する。終戦時、大本営連絡委員会委員として委員長の有末精三の下でGHQとの連絡業務に従事。
1946年（昭和21年）に免官後、海洋関係の民間会社に勤務。翌1947年（昭和22年）に公職追放となった。追放解除後の1952年（昭和27年）、内閣調査室客員として再軍備計画に関与。航空自衛隊の設立のため、三好康之を中心とする陸軍航空関係者の空軍研究に参加する。独立国となる以上軍備が必要であり軍備の中には独立空軍を入れなければならないというものであり、翼のついたものは全て集め、本隊と陸海協力隊の二本立てとして必要に応じて陸海に機材と兵員を派遣する構想であった。海軍は新海軍再建に傾倒していたが、1952年（昭和27年）7月末から合流し陸海合同研究が始まる。1954年（昭和29年）7月、航空自衛隊の発足と共に航空幕僚監部装備第1課長に就任。1957年（昭和32年）、次期主力戦闘機調査のためアメリカに派遣される。1959年（昭和34年）源田実FX調査団により導入が決定したロッキードF-104準備室長として導入準備と予算交渉を担当する（ロッキード社の日本代理店は丸紅）。
1960年（昭和35年）12月、航空幕僚監部装備部長に就任。このころからバッジシステムの受注合戦が始まる。1963年（昭和38年）、受注をめぐり紛糾していたバッジシステムの最終調査団の団長としてアメリカに派遣され最終報告を行い、それを受けてヒューズ－伊藤忠－日本電気（日本アビオトロニクス）連合が受注を勝ち取った（後年受注をめぐり航空自衛隊側から伊藤忠に情報漏えいがあったことが発覚し空幕防衛課長の1等空佐が逮捕され、上司である防衛部長の空将補が自殺する事件が発生する。また伊藤忠側で受注競争を指揮していたのは浦の陸士同期である瀬島龍三）。
その後、航空幕僚監部防衛部長、航空幕僚副長を経て1964年（昭和39年）4月に航空幕僚長に就任。航空自衛隊創立10周年にカーチス・ルメイ将軍を招待、ルメイは日本政府より勲一等旭日大綬章を授与された。翌年、返礼として浦もアメリカ空軍からレジオン・オブ・メリット勲章を授与される。1966年（昭和41年）に退官。その後、防衛庁参与、丸紅に技術企画室長の肩書きで迎え入れられる。1969年（昭和44年）、芙蓉海洋開発（現・海洋エンジニアリング）の副社長に就任、1977年（昭和52年）に退任。出身校である金沢第一中学校（現・石川県立金沢泉丘高等学校）の同窓会である関東一泉会の第4代会長を務めた。2001年（平成13年）11月、92歳で逝去。

## 年譜
- 1932年（昭和7年）
  - 7月：陸軍士官学校卒業（第44期）
  - 10月：陸軍歩兵少尉に任官、歩兵第7連隊第10中隊附
- 1934年（昭和9年）10月：陸軍歩兵中尉に進級
- 1935年（昭和10年）12月：豊橋陸軍教導学校附
- 1937年（昭和12年）11月：陸軍航空兵大尉、陸軍大学校入校
- 1939年（昭和14年）11月：陸軍大学校卒業（第52期）
- 1940年（昭和15年）8月：陸軍航空本部員
- 1941年（昭和16年）10月：陸軍少佐に進級
- 1942年（昭和17年）2月：大本営参謀
- 1945年（昭和20年）
  - 3月：陸軍中佐に進級
  - 4月：兼ねて陸軍省軍務局課員
  - 12月：予備役に編入
- 1947年（昭和22年）11月28日：公職追放仮指定[3]
- 1954年（昭和29年）8月10日：航空自衛隊入隊（2等空佐）[4]
- 1955年（昭和30年）
  - 2月16日：1等空佐に昇任
  - 11月16日：航空幕僚監部防衛部防衛課長
- 1958年（昭和33年）
  - 2月16日：空将補に昇任
  - 5月23日：通信学校長
- 1959年（昭和34年）6月1日：航空自衛隊第2術科学校長兼第1術科学校長
- 1960年（昭和35年）12月1日：航空幕僚監部装備部長
- 1961年（昭和36年）11月1日：航空幕僚監部防衛部長
- 1962年（昭和37年）7月1日：空将に昇任
- 1963年（昭和38年）8月1日：第5代 航空幕僚副長に就任
- 1964年（昭和39年）4月17日：第5代 航空幕僚長に就任
- 1966年（昭和41年）4月30日：退官
- 1979年（昭和54年）4月29日：勲二等瑞宝章[5]
- 2001年（平成13年）11月18日：逝去（享年92）、叙・正四位[6]

## 著作
- 人生遍路八十年（協和協会、1990年）

## 栄典
- レジオン・オブ・メリット・コマンダー - 1965年（昭和40年）4月1日
- 勲二等瑞宝章 - 1979年（昭和54年）4月29日